# Список астероїдів (4601—4700)
| Назва                          | Тимчасове позначення | Дата відкриття    | Місце відкриття                     | Відкривач                                              |
| ------------------------------ | -------------------- | ----------------- | ----------------------------------- | ------------------------------------------------------ |
| 4601 Людкевич (Ludkewycz)      | 1986 LB              | 3 червня 1986     | Паломарська обсерваторія            | Мар'ян Рудник                                          |
| 4602 Гойдьє (Heudier)          | 1986 UD3             | 28 жовтня 1986    | Коссоль                             | CERGA                                                  |
| 4603 Бертод (Bertaud)          | 1986 WM3             | 25 листопада 1986 | Коссоль                             | CERGA                                                  |
| 4604 Стекарстром (Stekarstrom) | 1987 SK              | 18 вересня 1987   | Тойота                              | Кендзо Судзукі, Такеші Урата                           |
| 4605 Нікітін (Nikitin)         | 1987 SV17            | 18 вересня 1987   | КрАО                                | Черних Людмила Іванівна                                |
| 4606 Сахекі (Saheki)           | 1987 UM1             | 27 жовтня 1987    | Обсерваторія Ґейсей                 | Тсутому Секі                                           |
| 4607 Сейлендфам (Seilandfarm)  | 1987 WR              | 25 листопада 1987 | Обсерваторія Кітамі                 | Кін Ендате, Кадзуро Ватанабе                           |
| 4608 Вудгауз (Wodehouse)       | 1988 BW3             | 19 січня 1988     | Обсерваторія Ла-Сілья               | Анрі Дебеонь                                           |
| 4609 Пісарро (Pizarro)         | 1988 CT3             | 13 лютого 1988    | Обсерваторія Ла-Сілья               | Ерік Вальтер Ельст                                     |
| 4610 Кайов (Kajov)             | 1989 FO              | 26 березня 1989   | Обсерваторія Клеть                  | Антонін Мркос                                          |
| 4611 Вулканейфел (Vulkaneifel) | 1989 GR6             | 5 квітня 1989     | Обсерваторія Ла-Сілья               | М. Ґефферт                                             |
| 4612 Ґрінстейн (Greenstein)    | 1989 JG              | 2 травня 1989     | Паломарська обсерваторія            | Е. Гелін                                               |
| 4613 Мамору (Mamoru)           | 1990 OM              | 22 липня 1990     | Станція JCPM Саппоро                | Кадзуро Ватанабе                                       |
| 4614 Масамура (Masamura)       | 1990 QN              | 21 серпня 1990    | Обсерваторія Кані                   | Йосікане Мідзуно, Тошімата Фурута                      |
| 4615 Ціннер (Zinner)           | A923 RH              | 13 вересня 1923   | Обсерваторія Гейдельберг-Кеніґштуль | К. В. Райнмут                                          |
| 4616 Баталов (Batalov)         | 1975 BF              | 17 січня 1975     | КрАО                                | Черних Людмила Іванівна                                |
| 4617 Задунайський (Zadunaisky) | 1976 DK              | 22 лютого 1976    | Астрономічний комплекс Ель-Леонсіто | Обсерваторія Фелікса Аґілара                           |
| 4618 Шаховськой (Shakhovskoj)  | 1977 RJ3             | 12 вересня 1977   | КрАО                                | Черних Микола Степанович                               |
| 4619 Полякова (Polyakhova)     | 1977 RB7             | 11 вересня 1977   | КрАО                                | Черних Микола Степанович                               |
| 4620 Біклі (Bickley)           | 1978 OK              | 28 липня 1978     | Пертська обсерваторія               | Пертська обсерваторія                                  |
| 4621 Тамбов (Tambov)           | 1979 QE10            | 27 серпня 1979    | КрАО                                | Черних Микола Степанович                               |
| 4622 Соловйова (Solovjova)     | 1979 WE2             | 16 листопада 1979 | КрАО                                | Черних Людмила Іванівна                                |
| 4623 Образцова (Obraztsova)    | 1981 UT15            | 24 жовтня 1981    | КрАО                                | Черних Людмила Іванівна                                |
| 4624 Стефані (Stefani)         | 1982 FV2             | 23 березня 1982   | Паломарська обсерваторія            | Керолін Шумейкер                                       |
| 4625 Щедрін (Shchedrin)        | 1982 UG6             | 20 жовтня 1982    | КрАО                                | Карачкіна Людмила Георгіївна                           |
| 4626 Плісецька (Plisetskaya)   | 1984 YU1             | 23 грудня 1984    | КрАО                                | Карачкіна Людмила Георгіївна                           |
| (4627) 1985 RT2                | 1985 RT2             | 5 вересня 1985    | Обсерваторія Ла-Сілья               | Анрі Дебеонь                                           |
| 4628 Лаплас (Laplace)          | 1986 RU4             | 7 вересня 1986    | Смолян                              | Ерік Вальтер Ельст                                     |
| 4629 Велфорд (Walford)         | 1986 TD7             | 7 жовтня 1986     | Паломарська обсерваторія            | Е. Гелін                                               |
| 4630 Каоніс (Chaonis)          | 1987 WA              | 18 листопада 1987 | Кйонська обсерваторія               | Дж. Баур                                               |
| 4631 Ябу (Yabu)                | 1987 WE1             | 22 листопада 1987 | Обсерваторія Кушіро                 | Сейджі Уеда, Хіроші Канеда                             |
| 4632 Удакава (Udagawa)         | 1987 YB              | 17 грудня 1987    | YGCO (станція Тійода)               | Такуо Кодзіма                                          |
| (4633) 1988 AJ5                | 1988 AJ5             | 14 січня 1988     | Обсерваторія Ла-Сілья               | Анрі Дебеонь                                           |
| 4634 Сібуя (Shibuya)           | 1988 BA              | 16 січня 1988     | Кобусізава                          | Масару Іноуе, Осаму Мурамацу                           |
| 4635 Рембо (Rimbaud)           | 1988 BJ1             | 21 січня 1988     | Обсерваторія Верхнього Провансу     | Ерік Вальтер Ельст                                     |
| 4636 Чилі (Chile)              | 1988 CJ5             | 13 лютого 1988    | Обсерваторія Ла-Сілья               | Ерік Вальтер Ельст                                     |
| 4637 Одоріко (Odorico)         | 1989 CT              | 8 лютого 1989     | Кйонська обсерваторія               | Дж. Баур                                               |
| 4638 Естенс (Estens)           | 1989 EG              | 2 березня 1989    | Обсерваторія Сайдинг-Спрінг         | Роберт Макнот                                          |
| 4639 Мінокс (Minox)            | 1989 EK2             | 5 березня 1989    | Обсерваторія Ґейсей                 | Тсутому Секі                                           |
| 4640 Хара (Hara)               | 1989 GA              | 1 квітня 1989     | Обсерваторія Яцуґатаке-Кобутізава   | Йошіо Кушіда, Осаму Мурамацу                           |
| 4641 Аяко (Ayako)              | 1990 QT3             | 30 серпня 1990    | Обсерваторія Кітамі                 | Кін Ендате, Кадзуро Ватанабе                           |
| 4642 Марчі (Murchie)           | 1990 QG4             | 23 серпня 1990    | Паломарська обсерваторія            | Генрі Гольт                                            |
| 4643 Сіснерос (Cisneros)       | 1990 QD6             | 23 серпня 1990    | Паломарська обсерваторія            | Генрі Гольт                                            |
| 4644 Ому (Oumu)                | 1990 SR3             | 16 вересня 1990   | Обсерваторія Кітамі                 | Ацусі Такагасі, Кадзуро Ватанабе                       |
| 4645 Тентайкодзьо (Tentaikojo) | 1990 SP4             | 16 вересня 1990   | Обсерваторія Кітамі                 | Тецуя Фудзі, Кадзуро Ватанабе                          |
| 4646 Кві (Kwee)                | 4009 P-L             | 24 вересня 1960   | Паломарська обсерваторія            | К. Й. ван Гаутен, І. ван Гаутен-Ґроневельд, Т. Герельс |
| 4647 Сюдзі (Syuji)             | 1931 TU1             | 9 жовтня 1931     | Обсерваторія Гейдельберг-Кеніґштуль | К. В. Райнмут                                          |
| 4648 Тіріон (Tirion)           | 1931 UE              | 18 жовтня 1931    | Обсерваторія Гейдельберг-Кеніґштуль | К. В. Райнмут                                          |
| 4649 Сумото (Sumoto)           | 1936 YD              | 20 грудня 1936    | Обсерваторія Ніцци                  | Марґеріт Ложьє                                         |
| 4650 Морі (Mori)               | 1950 TF              | 5 жовтня 1950     | Обсерваторія Гейдельберг-Кеніґштуль | К. В. Райнмут                                          |
| 4651 Wongkwancheng             | 1957 UK1             | 31 жовтня 1957    | Обсерваторія Цзицзіньшань           | Обсерваторія Червона Гора                              |
| 4652 Янніні (Iannini)          | 1975 QO              | 30 серпня 1975    | Астрономічний комплекс Ель-Леонсіто | Обсерваторія Фелікса Аґілара                           |
| 4653 Томмазо (Tommaso)         | 1976 GJ2             | 1 квітня 1976     | КрАО                                | Черних Микола Степанович                               |
| 4654 Горькавий (Gorʹkavyj)     | 1977 RJ6             | 11 вересня 1977   | КрАО                                | Черних Микола Степанович                               |
| 4655 Марджорііка (Marjoriika)  | 1978 RS              | 1 вересня 1978    | КрАО                                | Черних Микола Степанович                               |
| 4656 Хукра (Huchra)            | 1978 VZ3             | 7 листопада 1978  | Паломарська обсерваторія            | Е. Гелін, Ш. Дж. Бас                                   |
| 4657 Лопес (Lopez)             | 1979 SU9             | 22 вересня 1979   | КрАО                                | Черних Микола Степанович                               |
| 4658 Гаврилов (Gavrilov)       | 1979 SO11            | 24 вересня 1979   | КрАО                                | Черних Микола Степанович                               |
| 4659 Родденберрі (Roddenberry) | 1981 EP20            | 2 березня 1981    | Обсерваторія Сайдинг-Спрінг         | Ш. Дж. Бас                                             |
| 4660 Nereus                    | 1982 DB              | 28 лютого 1982    | Паломарська обсерваторія            | Е. Гелін                                               |
| 4661 Yebes                     | 1982 WM              | 17 листопада 1982 | Астрономічний центр Єбеса           | М. де Паскуаль                                         |
| 4662 Рунк (Runk)               | 1984 HL              | 19 квітня 1984    | Обсерваторія Клеть                  | Антонін Мркос                                          |
| 4663 Фальта (Falta)            | 1984 SM1             | 27 вересня 1984   | Обсерваторія Клеть                  | Антонін Мркос                                          |
| 4664 Ганнер (Hanner)           | 1985 PJ              | 14 серпня 1985    | Станція Андерсон-Меса               | Едвард Бовелл                                          |
| 4665 Муінонен (Muinonen)       | 1985 TZ1             | 15 жовтня 1985    | Станція Андерсон-Меса               | Едвард Бовелл                                          |
| 4666 Дітц (Dietz)              | 1986 JA1             | 4 травня 1986     | Паломарська обсерваторія            | Керолін Шумейкер                                       |
| 4667 Роббіш (Robbiesh)         | 1986 VC              | 4 листопада 1986  | Обсерваторія Сайдинг-Спрінг         | Роберт Макнот                                          |
| (4668) 1987 DX5                | 1987 DX5             | 21 лютого 1987    | Обсерваторія Ла-Сілья               | Анрі Дебеонь                                           |
| 4669 Гедер (Hoder)             | 1987 UF1             | 27 жовтня 1987    | Обсерваторія Брорфельде             | Поуль Єнсен                                            |
| 4670 Йосіноґава (Yoshinogawa)  | 1987 YJ              | 19 грудня 1987    | Обсерваторія Ґейсей                 | Тсутому Секі                                           |
| 4671 Дртікол (Drtikol)         | 1988 AK1             | 10 січня 1988     | Обсерваторія Клеть                  | Антонін Мркос                                          |
| 4672 Такубоку (Takuboku)       | 1988 HB              | 17 квітня 1988    | Обсерваторія Кушіро                 | Сейджі Уеда, Хіроші Канеда                             |
| 4673 Бортле (Bortle)           | 1988 LF              | 8 червня 1988     | Паломарська обсерваторія            | Керолін Шумейкер                                       |
| 4674 Полінг (Pauling)          | 1989 JC              | 2 травня 1989     | Паломарська обсерваторія            | Е. Гелін                                               |
| 4675 Обоке (Ohboke)            | 1990 SD              | 19 вересня 1990   | Обсерваторія Ґейсей                 | Тсутому Секі                                           |
| 4676 Уедасейдзі (Uedaseiji)    | 1990 SD4             | 16 вересня 1990   | Обсерваторія Кітамі                 | Тецуя Фудзі, Кадзуро Ватанабе                          |
| 4677 Хіросі (Hiroshi)          | 1990 SQ4             | 26 вересня 1990   | Обсерваторія Кітамі                 | Ацусі Такагасі, Кадзуро Ватанабе                       |
| 4678 Нінян (Ninian)            | 1990 SS4             | 24 вересня 1990   | Обсерваторія Сайдинг-Спрінг         | Роберт Макнот                                          |
| 4679 Сібіл (Sybil)             | 1990 TR4             | 9 жовтня 1990     | Обсерваторія Сайдинг-Спрінг         | Роберт Макнот                                          |
| 4680 Лорман (Lohrmann)         | 1937 QC              | 31 серпня 1937    | Гамбурзька обсерваторія             | Ганс-Ульрих Сандіґ                                     |
| 4681 Єрмак (Ermak)             | 1969 TC2             | 8 жовтня 1969     | КрАО                                | Черних Людмила Іванівна                                |
| 4682 Биков (Bykov)             | 1973 SO4             | 27 вересня 1973   | КрАО                                | Черних Людмила Іванівна                                |
| 4683 Вератар (Veratar)         | 1976 GJ1             | 1 квітня 1976     | КрАО                                | Черних Микола Степанович                               |
| 4684 Бенджойя (Bendjoya)       | 1978 GJ              | 10 квітня 1978    | Обсерваторія Ла-Сілья               | Анрі Дебеонь                                           |
| 4685 Каретніков (Karetnikov)   | 1978 SP6             | 27 вересня 1978   | КрАО                                | Черних Микола Степанович                               |
| 4686 Маісіка (Maisica)         | 1979 SX2             | 22 вересня 1979   | КрАО                                | Черних Микола Степанович                               |
| 4687 Брунсандрей (Brunsandrej) | 1979 SJ11            | 24 вересня 1979   | КрАО                                | Микола Черних                                          |
| (4688) 1980 WF                 | 1980 WF              | 29 листопада 1980 | Паломарська обсерваторія            | Чарльз Коваль                                          |
| 4689 Донн (Donn)               | 1980 YB              | 30 грудня 1980    | Станція Андерсон-Меса               | Едвард Бовелл                                          |
| 4690 Страсбург (Strasbourg)    | 1983 AJ              | 9 січня 1983      | Станція Андерсон-Меса               | Браян Скіфф                                            |
| 4691 Тойен (Toyen)             | 1983 TU              | 7 жовтня 1983     | Обсерваторія Клеть                  | Антонін Мркос                                          |
| 4692 SIMBAD                    | 1983 VM7             | 4 листопада 1983  | Станція Андерсон-Меса               | Браян Скіфф                                            |
| 4693 Друммонд (Drummond)       | 1983 WH              | 28 листопада 1983 | Станція Андерсон-Меса               | Едвард Бовелл                                          |
| 4694 Фестоу (Festou)           | 1985 PM              | 14 серпня 1985    | Станція Андерсон-Меса               | Едвард Бовелл                                          |
| 4695 Медіоланум (Mediolanum)   | 1985 RU3             | 7 вересня 1985    | Обсерваторія Ла-Сілья               | Анрі Дебеонь                                           |
| 4696 Арпіні (Arpigny)          | 1985 TP              | 15 жовтня 1985    | Станція Андерсон-Меса               | Едвард Бовелл                                          |
| 4697 Новара (Novara)           | 1986 QO              | 26 серпня 1986    | Обсерваторія Ла-Сілья               | Анрі Дебеонь                                           |
| 4698 Жизера (Jizera)           | 1986 RO1             | 4 вересня 1986    | Обсерваторія Клеть                  | Антонін Мркос                                          |
| 4699 Сутан (Sootan)            | 1986 VE              | 4 листопада 1986  | Обсерваторія Сайдинг-Спрінг         | Роберт Макнот                                          |
| 4700 Карузі (Carusi)           | 1986 VV6             | 6 листопада 1986  | Станція Андерсон-Меса               | Едвард Бовелл                                          |

| Астероїди 1—10000 → |           |           |           |           |           |           |           |           |            |
| 1—100               | 1001—1100 | 2001—2100 | 3001—3100 | 4001—4100 | 5001—5100 | 6001—6100 | 7001—7100 | 8001—8100 | 9001—9100  |
| 101—200             | 1101—1200 | 2101—2200 | 3101—3200 | 4101—4200 | 5101—5200 | 6101—6200 | 7101—7200 | 8101—8200 | 9101—9200  |
| 201—300             | 1201—1300 | 2201—2300 | 3201—3300 | 4201—4300 | 5201—5300 | 6201—6300 | 7201—7300 | 8201—8300 | 9201—9300  |
| 301—400             | 1301—1400 | 2301—2400 | 3301—3400 | 4301—4400 | 5301—5400 | 6301—6400 | 7301—7400 | 8301—8400 | 9301—9400  |
| 401—500             | 1401—1500 | 2401—2500 | 3401—3500 | 4401—4500 | 5401—5500 | 6401—6500 | 7401—7500 | 8401—8500 | 9401—9500  |
| 501—600             | 1501—1600 | 2501—2600 | 3501—3600 | 4501—4600 | 5501—5600 | 6501—6600 | 7501—7600 | 8501—8600 | 9501—9600  |
| 601—700             | 1601—1700 | 2601—2700 | 3601—3700 | 4601—4700 | 5601—5700 | 6601—6700 | 7601—7700 | 8601—8700 | 9601—9700  |
| 701—800             | 1701—1800 | 2701—2800 | 3701—3800 | 4701—4800 | 5701—5800 | 6701—6800 | 7701—7800 | 8701—8800 | 9701—9800  |
| 801—900             | 1801—1900 | 2801—2900 | 3801—3900 | 4801—4900 | 5801—5900 | 6801—6900 | 7801—7900 | 8801—8900 | 9801—9900  |
| 901—1000            | 1901—2000 | 2901—3000 | 3901—4000 | 4901—5000 | 5901—6000 | 6901—7000 | 7901—8000 | 8901—9000 | 9901—10000 |